# مايارا غونسالفيس
مايارا غونسالفيس سانتانا (مواليد 24 يونيو 1998)، والمعروفة باسم مايارا، هي لاعبة كرة قدم برازيلية محترفة تلعب كحارسة مرمى لصالح الترجي في الدوري السعودي الممتاز للسيدات.

## المسيرة الاحترافية
في عام 2017، لعبت مايارا لصالح بينارول.
في فبراير 2021، أعلن بوتافوغو عن التعاقد مع مايارا قبل انطلاق الدوري البرازيلي لكرة القدم للسيدات - الدرجة الأولى 2021.
في ديسمبر 2022، أعلن الهلال عن التعاقد مع مايارا قادمة من نادي العين الإماراتي.
في يونيو 2024، جدد نادي الترجي عقدها لموسم آخر بعد دورها في تأهل الفريق إلى الدوري الممتاز.

## الإنجازات
- بطولة كاريوكا لكرة القدم النسائية: 2020–21[1]

## روابط خارجية
- مايارا غونسالفيس على الأرشيف الرياضي العالمي

- مايارا غونسالفيس على قاعدة بيانات كرة القدم
- على موقع كووورة
- مايارا غونسالفيس على موقع بلاي ميكر ستاتس